# Stanton (Nebraska)
Pour les articles homonymes, voir Stanton.
La ville de Stanton est le siège du comté de Stanton, dans l’État de Nebraska, aux États-Unis. Elle comptait 1 627 habitants lors du recensement de 2000.